# La Crypte de la Créature
 (mai 2022).
La Crypte de la Créature (Finstere Flure en version originale) est un jeu de société créé par Friedemann Friese en 2003. Il a été édité en version française par Tilsit en 2004 puis en 2012 par Filosofia.

## Principe général
Chaque joueur est responsable de 3 ou 4 personnages qui tentent de s'échapper d'une crypte hantée par une créature. Les personnages avancent à chaque tour, puis la créature se met en mouvement. Si elle attrape un personnage, celui-ci est retiré du plateau et pourra éventuellement y revenir ultérieurement.

## Règle du jeu

### But du jeu
Les joueurs vont chercher à faire sortir un maximum de leurs personnages de la crypte, sans se faire attraper par la créature. La sortie de la crypte se trouve à l'opposée de l'entrée.

## Récompenses
Le jeu a été nommé aux International Gamers Awards en 2004. La même année il a terminé 8ème au Deutscher Spiele Preis.